# 軍艦奉行
軍艦奉行（ぐんかんぶぎょう）は、江戸時代末期（幕末）に江戸幕府により設置された役職名の事である。
安政6年（1859年）に設置される。幕府海軍を統括し、軍艦の製造・購入や操錬技術者の育成などを管轄する。万延元年（1860年）には咸臨丸を出航させる。

## 歴代
- 永井尚志（1859年）
- 水野忠徳（1859年）
- 井上清直（1859年 - 1862年）
- 木村喜毅（1859年 - 1863年、1867年 - 1868年）
- 内田正徳（1862年 - 1863年）
- 松平乗原（1863年）
- 勝海舟（1864年、1866年 - 1868年）
- 堀利孟（1864年）
- 小栗忠順（1864年 - 1865年）
- 木下利義（伊澤謹吾）（1865年 - 1867年）
- 石野則常（1865年 - 1866年）
- 岡部長常（1865年）
- 藤沢次謙（1866年 - 1867年）
- 赤松範静（1867年 - 1868年）

## 参考
- 高橋典幸他著『日本軍事史』吉川弘文館、2006年。ISBN 978-4642079532